# St. Johannes der Täufer (Paštiky)

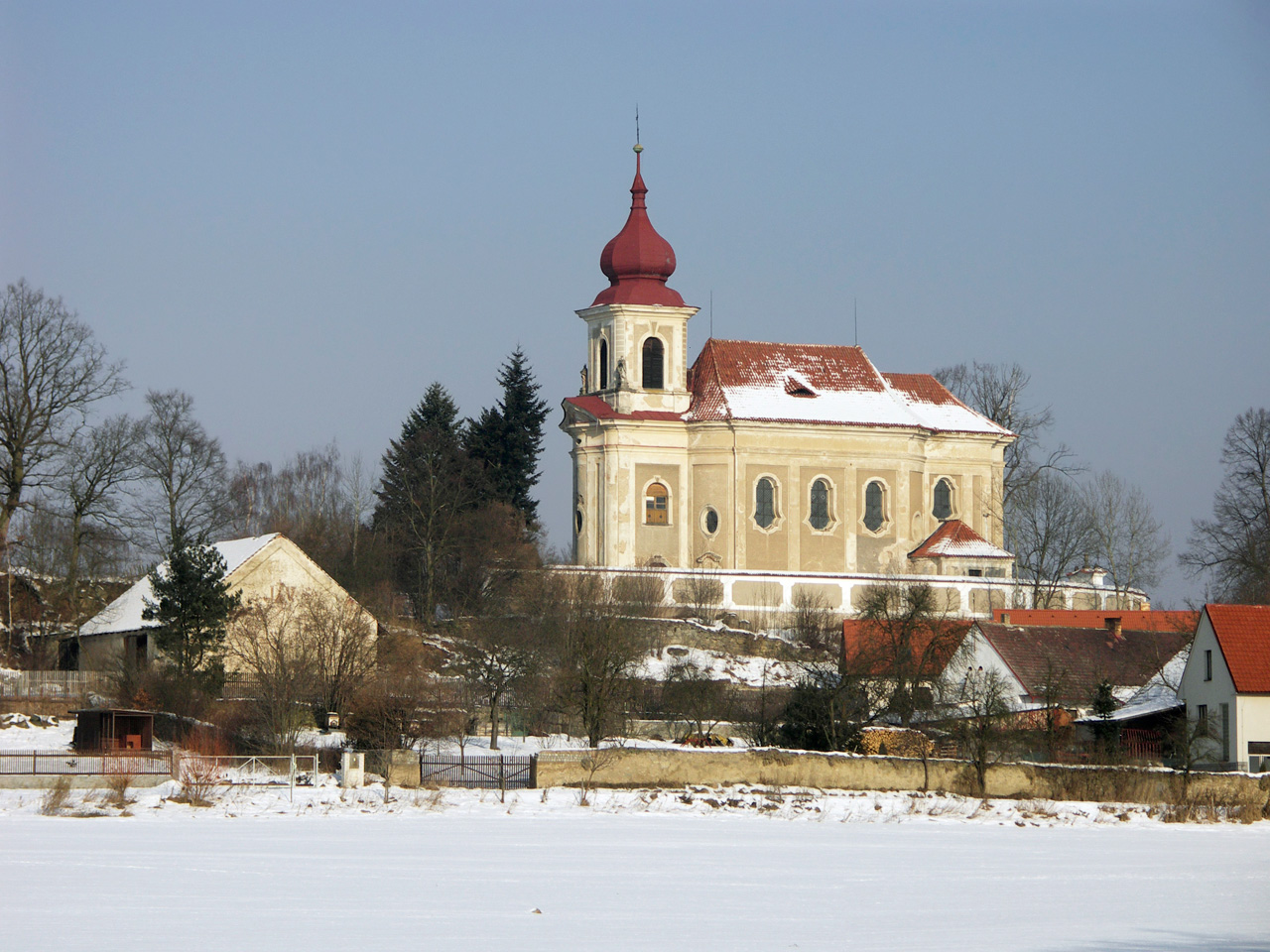
St. Johannes der Täufer in Paschtik

St. Johannes der Täufer  (tschechisch Kostel svatého Jana Křtitele) ist die römisch-katholische Pfarrkirche von Paštiky (deutsch Paschtik), einem Ortsteil der Gemeinde Bezdědovice im Okres Strakonice in Tschechien.

## Architektur
Die exponiert auf einer Anhöhe über dem Dorf Paschtik gelegene, dem Heiligen Johannes dem Täufer gewidmete barocke Kirche wurde zwischen 1747 und 1753 nach Plänen von Kilian Ignaz Dientzenhofer anstelle eines gotischen Vorgängerbaus als dreijochige Saalkirche mit den für diesen Baumeister charakteristischen abgerundeten Ecken, einem östlich anschließenden quadratischen Chorraum und einem westlich vorgesetzten Turmbau errichtet. Der Außenbau ist umlaufend durch Lisenen gegliedert, das Turmuntergeschoss kurvig als Fassade ausgebildet, das Glockengeschoss mit einem Zwiebelhelm abgeschlossen. Der Kirchenraum wird durch die kräftige Gliederung aus Pilastern und vorkragendem Gebälk sowie die nischenartige Ausrundung der Raumkanten bestimmt, die die Nebenaltäre aufnehmen. 
Das Fresko in der Flachkuppel des Altarraums mit Darstellung aus dem Leben Johannes des Täufers  schuf Johann Wenzel Spitzer aus Prag. Die reich verzierte barocke Innenausstattung stammt von Ferdinand Ublaker. Über dem Tabernakelaltar ist freischwebend das Altarbild der Taufe Jesu angebracht, die Seitenaltäre der hl. Maria und der Heiligen Sippe.

## Orgel
Die Orgel der Kirche wurde 1752 vom Orgelbauer Martin Paleček aus Rosenthal als einmanualiges Instrument mit sechs Registern ohne Pedal gebaut. Der reichgegliederte dreiteilige Prospekt wird von musizierenden Engeln bekrönt. Bei einem Umbau in den 1950er Jahren wurde ein Pedal mit pneumatischer Traktur hinzugefügt, 2019 erfuhr die Orgel eine Restaurierung. Die Disposition lautet:
| Manual CDEFGA–c3 |              |       |
| 1.               | Copula major | 8′    |
| 2.               | Copula minor | 4′    |
| 3.               | Principale   | 4′    |
| 4.               | Qvinta       | 2 ⁄3′ |
| 5.               | Octava       | 2′    |
| 6.               | Mixtura      | 1 ⁄3′ |